# Eudorylas longipilus
Eudorylas longipilus är en tvåvingeart som först beskrevs av Hardy 1948.  Eudorylas longipilus ingår i släktet Eudorylas och familjen ögonflugor.
Artens utbredningsområde är Ecuador. Inga underarter finns listade i Catalogue of Life.